# Dziennik złodzieja
Dziennik złodzieja (fr. Journal du voleur) – autobiograficzna książka Jeana Geneta z 1949 roku. Częściowo opisuje rzeczywiste zdarzenia, częściowo fikcyjne. Autor przemierza Europę lat 30. XX wieku, dziwnie odpolitycznioną, w łachmanach i cierpi głód, pogardę, zmęczenie i występek. Hiszpania, Włochy, Austria, Czechosłowacja, Polska, nazistowskie Niemcy, Belgia – wszędzie jest dla niego tak samo: bary, spelunki, noclegownie, kradzież, uwięzienie, wydalenie.
Utwór zbudowany jest na szeregu homoseksualnych romansów i przypadków męskiej prostytucji między autorem/antybohaterem i różnymi przestępcami, oszustami, alfonsami, a nawet detektywem.
W tym świecie wartości ulegają odwróceniu: zdrada to najwyższa forma oddania, drobna przestępczość to bezczelny heroizm, uwięzienie daje wolność. Trójca cnót świętości to homoseksualność, kradzież i zdrada. Każde włamanie to quasi-religijny rytuał.
Książka zadedykowana jest Sartre’owi i „Castorowi”, tj. Simone de Beauvoir, powstała bowiem pod wpływem idei egzystencjalizmu wyłożonych w dziele Byt i nicość Sartre’a (1943). Sartre napisał też esej Święty Genet, dotyczący częściowo Dziennika złodzieja, w 1952 roku.
Polski przekład Piotra Kamińskiego ukazał się w 1984 roku w Krakowie (Wydawnictwo Literackie).